# Чазова, Ирина Евгеньевна
Ирина Евгеньевна Чазова (род. 5 октября 1961) — российский кардиолог, член-корреспондент РАМН (2011), академик РАН (2016). Заслуженный деятель науки Российской Федерации (с 2022 года).
Заместитель генерального директора по научно-экспертной работе, главный научный сотрудник отдела гипертонии, заведующая кафедрой кардиологии с курсом интервенционных методов диагностики и лечения НМИЦ кардиологии, президент Российского медицинского общества по артериальной гипертонии, президент Евразийской ассоциации кардиологов, вице-президент Национальной ассоциации по борьбе с инсультами, член президиума Российского кардиологического общества, член Европейского общества кардиологов и Европейского общества пульмонологов, член Главной медицинской комиссии по отбору космонавтов ГК «Роскосмос» и Минздрава России.

## Биография
Дочь советского и российского кардиолога, академика АМН СССР, РАН Е. И. Чазова.
В 1984 году окончила Первый Московский медицинский институт им. И. М. Сеченова по специальности «лечебное дело». С 1987 года работает в Всесоюзном кардиологическим научном центре АМН СССР (ныне НМИЦ кардиологии): старшим лаборантом, младшим научным сотрудником (с 1991 года), научным сотрудником (с 1992 года), старшим научным сотрудником (в 1995—1997 годы), ведущим научным сотрудником отдела заболеваний миокарда и сердечной недостаточности (в 1997—1999 годы), с 1999 года по настоящее время — руководитель отдела гипертонии. С 2011 года — директор Института клинической кардиологии им. А. Л. Мясникова Минздрава России (в составе НМИЦ кардиологии) и одновременно заместитель генерального директора НМИЦ кардиологии. В 2015—2017 годы — исполняющий обязанности гендиректора НМИЦ кардиологии. С 2019 года по настоящее время — заместитель гендиректора по научно-экспертной работе НМИЦ кардиологии. С 2019 года — заведующая кафедрой с курсом интервенционных методов диагностики и лечения Института подготовки кадров высшей квалификации при НМИЦ кардиологии.
В 1990 году защитила диссертацию на соискание учёной степени кандидата медицинских наук по теме «Клинико-гемодинамическая характеристика и течение различных форм первичной легочной гипертонии»; в 1997 году — диссертацию на соискание учёной степени доктора медицинских наук по теме «Первичная легочная гипертензия: вопросы патогенеза и дифференцированных путей лечения». В июле 2003 года Чазовой присвоено звание профессора.

## Награды
- Медаль ордена «За заслуги перед Отечеством» II степени (26 октября 2016) — за большой вклад в развитие здравоохранения, медицинской науки и многолетнюю добросовестную работу[4]
- Заслуженный деятель науки Российской Федерации (12 декабря 2022) — за заслуги в научной деятельности и многолетнюю добросовестную работу[5]
- Отличник здравоохранения РФ
- Золотая медаль имени А. Л. Мясникова (РАН, 17 сентября 2024) — за работу «Внедрение в клиническую практику инновационных технологий в диагностике и лечении различных форм артериальной гипертонии»
- Премия Правительства Российской Федерации (2003)
- Почётная грамота Правительства Российской Федерации (2013) — за большой вклад в дело охраны здоровья населения и многолетний добросовестный труд
- Нагрудный знак ФМБА России «А. И. Бурназян» (сентябрь 2020)
- Орден Почёта Кузбасса
- Медаль «За вклад в развитие кардиологии в Сибири»